# Alojzy Stolpe (młodszy)

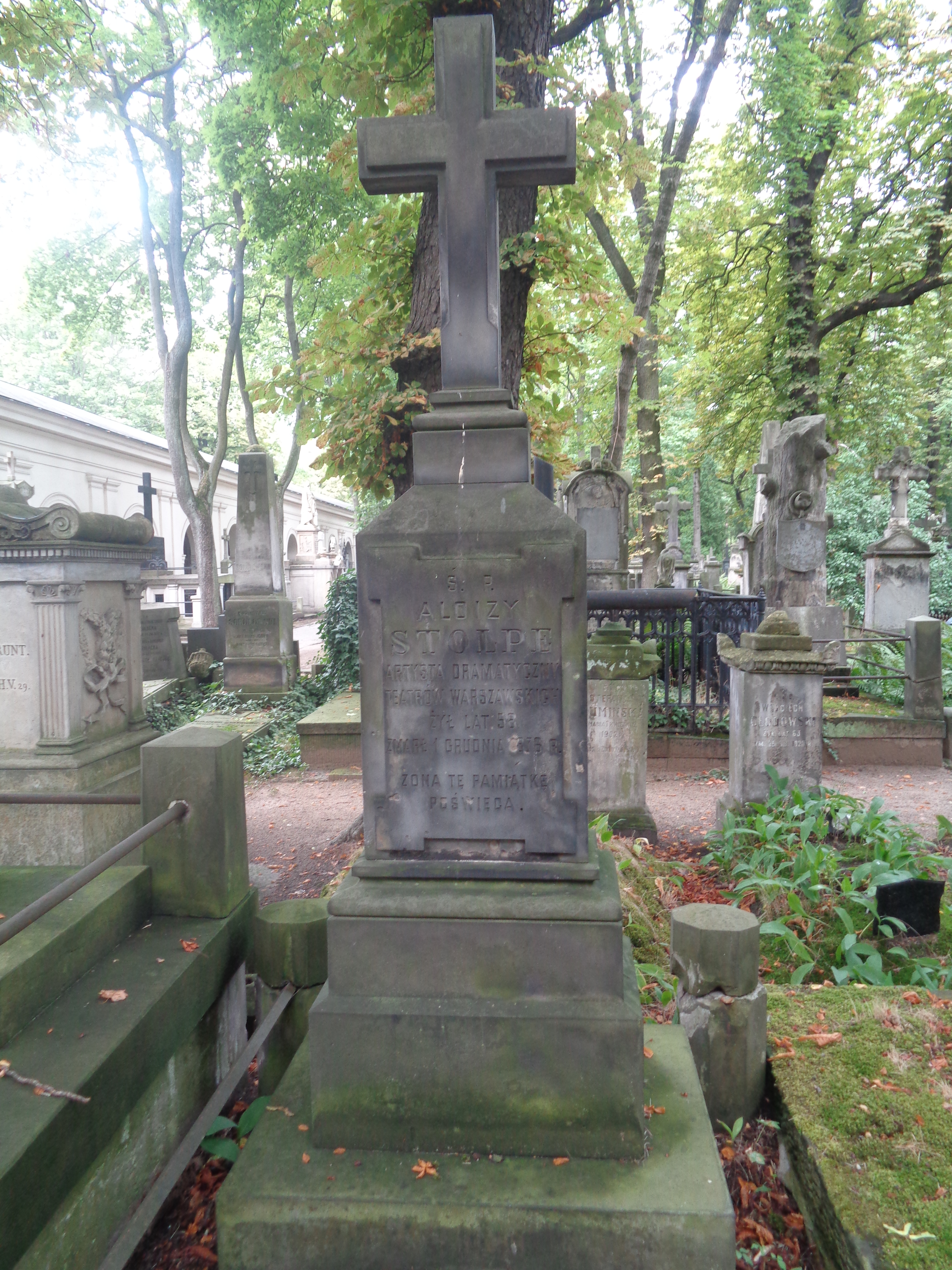
Grób Alojzego Stolpe młodszego na Cmentarzu Powązkowskim

Alojzy Stolpe młodszy (ur. 22 lub 29 listopada 1818 w Warszawie, zm. 1 lub 2 grudnia 1876 tamże) – polski aktor, śpiewak i reżyser teatralny.

## Życiorys
Od października 1832 śpiewał w chórze Teatru Narodowego w Warszawie. Od 1835 uczył się w Szkole Dramatycznej przy Teatrze Wielkim, od 1837 – w Szkole Śpiewu. Debiutował jako aktor w roli Ernesta w Nienawiści kobiet Jeana Nicolasa Bouilly’ego i Josepha Paina 3 marca 1837, jako śpiewak – w roli Deja we Włoszce w Algierze Gioacchino Rossiniego 17 czerwca 1837. Uszkodzenie strun głosowych doznane podczas występu w roli Bertrama w Robercie Diable Giacomo Meyerbeera zmusiło go do ograniczenia występów śpiewaczych. W kolejnych latach występował jednak nadal w operze oraz na koncertach publicznych w Resursie Kupieckiej i Teatrze Rozmaitości, zaś w 1843 gościnnie w teatrze lwowskim. W jego repertuarze znajdowały się partie m.in. w operach Don Giovanni Wolfganga Amadeusza Mozarta, Cyrulika sewilskiego, Lukrecja Borgia i Linda di Chamounix Gaetano Donizettiego oraz Alessandro Stradella Friedricha Flotowa. W grudniu 1869 zagrał arcykapłana Akebara w prapremierze Parii Stanisława Moniuszki. Śpiewał fragmenty Requiem Józefa Stefaniego podczas nabożeństwa za dusze poległych uczestników manifestacji patriotycznej 27 lutego 1861 w kościele św. Krzyża w Warszawie.
Jako aktor występował głównie w rolach komicznych i charakterystycznych w Teatrze Rozmaitości. Od jesieni 1864 był reżyserem sceny dramatycznej. Kilka razy wystąpił u boku Heleny Modrzejewskiej – jako pan de Chaseuil w Adriannie Lecouvreur Eugène’a Scribe’a i Ernesta Legouvé’a (1868), minister Guattinara w Więzieniu, czyli Powieściach królowej Nawarry tychże (1871), Merkucjo w Romeo i Julii Williama Shakespeare’a (1870), Klaudiusz w Hamlecie (1871), Brabancjo w Otellu (1873) i Don Pedro w Wiele hałasu o nic (1876, polska prapremiera), Duglas w Marii Stuart Juliusza Słowackiego (1872). 1 grudnia 1871 odbył się benefis z okazji trzydziestopięciolecia jego kariery scenicznej, na którym zagrał regenta Jerzego w komediooperze Folwark Primerose Eugène’a Cormona. Po raz ostatni na scenie pojawił się jako Laroque w Miłości ubogiego młodzieńca Octave’a Feuilleta.
Spoczywa na cmentarzu Powązkowskim w Warszawie (kwatera 4-3-28).